# Wapen van Zevenaar

Zevenaar

Het wapen van Zevenaar is een wapen dat in 2018 is ontstaan naar aanleiding van een samenvoeging van de gemeenten Zevenaar en Rijnwaarden. Alle symbolen in het wapen zijn afkomstig van de wapens van de oude gemeentes.

## Geschiedenis
Het wapen van Zevenaar heeft een aantal veranderingen ondergaan. De heraldische beschrijving van het wapen van nu werd op 5 mei 1958 goedgekeurd. Het wapen refereert aan de hertog van Kleef, tevens graaf van Mark was. Deze had in 1487 stadsrechten aan Zevenaar verleend. Daarom is het samengestelde wapen tevens gedekt door een stedenkroon. Oorspronkelijk had de gemeente een gouden schild met daarop drie letters "Z" ingediend, maar dit voorstel stuitte op bezwaar van de Hoge Raad van Adel. Deze kwamen met het voorstel: "Gevierendeeld : I Kleef, II Mark, III in goud een letter Z en IV in keel 7 korenaren van goud, met een gestrekt lint van sinopel tezamen gebonden." Dus de combinatie van "zeven" en "aar". Waarna de gemeente met het voorstel kwam van het huidige wapen, zonder de korenaren waarvan de oudste afbeelding uit 1670 stamt. De letter "Z" stamt uit 1515 waar het op een schepenzegel voorkomt. De drie letters "Z" werden in 1698 ingevoerd en was tot 1958 officieus in gebruik genomen. De letter "Z" in deze stijl komt tevens voor op het wapen van Zierikzee. Het wapen bestaat uit de (heraldische) rechterkant het wapen van Kleef met daarop een zilveren hartschild voorzien van een groene karbonkel, de andere helft toont het wapen dat door de graven van Mark werd gevoerd, een dwarsbalk, die als een schaakbord verdeeld is in rode en zilveren ruiten, op een gouden veld. Over beide helften een gouden hartschild geplaatst, met daarop de gotische letter "Z". De wapenbeschrijving luidt als volgt: 1. In keel een hartschild van zilver beladen met een karbonkel van sinobel, waaruit acht stralen van goud over het gehele veld gaan. 2. In goud een van keel en zilver geschakeerde dwarsbalk in drie rijen; over alles heen een hartschild van goud beladen met een gotische hoofdletter Z van sabel. Het schild gedekt met een gouden kroon van drie bladeren en twee paarlen. Als uitgangsbasis van het gemeentewapen is gekozen voor het wapenbeeld van het Hertogdom Kleef zoals dat was toen Zevenaar in 1487 stadsrechten kreeg. Dit wapen komt voor op een van de oudste stadszegels¹ van Zevenaar dat dateert uit 1554. Aan het wapenbeeld van 1487 is op het zilveren hartschild de groene karbonkel toegevoegd en over beide helften het gouden hartschild met daarop de zwarte gotische letter Z. Het schild is gedekt met een markiezenkroon.

### Wapen 2019
Met de fusie tussen Zevenaar en Rijnwaarden werd in 2018 een nieuw wapen aangevraagd. Burgemeester Lucien van Riswijk ontving op 3 december 2019 het wapendiploma van secretaris van de Hoge Raad van Adel Marc Scheidius. Het wapen bevat elementen van voorgaande gemeenten Zevenaar met de toren afkomstig van het wapen van Herwen en Aerdt. Met het Koninklijk besluit van 21 februari 2019 werd het wapen aan de gemeente verleend, waarvan de omschrijving luidt:
"Gedeeld; I in keel een karbonkel van goud, waar overheen een hartschildje van goud, beladen met een gotische hoofdletter Z van sabel; II in goud een burcht van keel, geopend en verlicht van het veld en voor de deuropening een slagboom van zilver. Het schild gedekt met een gouden kroon van drie bladeren en twee parels." Wapendiploma van 2 september 2019.

Wapen zoals in de gevel van het voormalige raadhuis.
Hertogdom Kleef van 1368 tot 1521
Wapen tot 2018